# Hassi Berkane
Hassi Berkane (en àrab حاسي بركان, Ḥāsī Barkān; en amazic ⵃⴰⵙⵉ ⴱⵔⴽⴰⵏ) és una comuna rural de la província de Nador, a la regió de L'Oriental, al Marroc. Segons el cens de 2014 tenia una població total de 8.788 persones.